# Élections constituantes de 1945 en Guyane
Les élections constituantes françaises de 1945 se déroulent le 21 octobre.

## Mode de scrutin
Les députés métropolitains sont élus selon le système de représentation proportionnelle suivant la règle de la plus forte moyenne dans le département, sans panachage ni vote préférentiel. Il y a 586 sièges à pourvoir.
Dans le département de Guyane, un député est à élire au scrutin uninominal majoritaire à deux tours.
Un second tour est prévu le 4 novembre si aucun candidat ne dépasse les 50%.

## Élus
Le député élu est : 
| Identité           | Parti   |
| ------------------ | ------- |
| Gaston Monnerville | Rad-Soc |

## Résultats
|               | Rad-Soc       | Gaston Monnerville | 3 384  | 69,90  |  |  |
|               | SFIO          | Albert Darnal      | 1 457  | 30,10  |  |  |
|               |               |                    |        |        |  |  |
| Inscrits      | Inscrits      | Inscrits           | 12 309 | 100,00 |  |  |
| Votants       | Votants       | Votants            | 5 126  | 41,64  |  |  |
| Blanc et nuls | Blanc et nuls | Blanc et nuls      | 285    | 5,56   |  |  |
| Exprimés      | Exprimés      | Exprimés           | 4 841  | 94,44  |  |  |